# Gustavo de Matos Sequeira
Gustavo Adriano de Matos Sequeira, também conhecido como Gustavo de Matos Sequeira, Gustavo Matos Sequeira ou Matos Sequeira ComC • ComSE (Lisboa, 9 de Dezembro de 1880 — Lisboa, 21 de Agosto de 1962), foi um jornalista, político e escritor Olissipógrafo português.

## Biografia

### Vida pessoal e formação
Filho de Joaquim Germano de Sequeira da Fonseca e Sousa e de sua segunda mulher Adelaide Margarida Ribeiro Franco de Matos, nasceu em Lisboa, a 9 de Dezembro de 1880, tendo frequentado e feito o Colégio Militar, várias cadeiras da Escola Politécnica de Lisboa, o Instituto Industrial e Comercial de Lisboa e o Curso Superior de Letras.

### Carreira profissional e política
Assumiu e exerceu, entre 1915 e 1919, o cargo de Comissário Interino do Governo no Teatro Nacional D. Maria II, nos impedimentos do Dr. Augusto de Castro, tendo sido, posteriormente, a 18 de Junho de 1919, promovido a comissário efectivo, posição da qual se demitiu. Enquanto exercia aquela posição, realizou várias investigações sobre a história do teatro, tendo escrito vários livros.
Também em 1915, tornou-se chefe de gabinete do Ministro das Finanças, Eng.º Herculano Galhardo, tendo sido eleito, dois anos depois, em 1917, Vereador da Câmara Municipal de Lisboa, voltando a ser eleito em 1919, sem, contudo, ter exercido este cargo.
Em 1921, foi membro da Comissão de Propaganda da Aliança Republicana e Socialista, e, entre 1919 e 1922, fez parte das Comissões de Reforma do Teatro Nacional D. Maria II, e da Subcomissão Redactora, com Júlio Dantas, Vasco Borges e Santos Tavares; a 19 de Outubro de 1926, voltou, novamente, a ser nomeado Comissário do Governo junto desta instituição, posição que deteve exercendo este cargo até 1936. Também trabalhou na Alfândega de Lisboa, até ser demitido do cargo de Subdirector e preso em 1931, acusado de participar nas preparações duma Revolução; nesse ano, colaborou na organização do Congresso da Crítica.
Pertenceu, igualmente, à Academia das Ciências de Lisboa, à Academia Portuguesa da História, à Associação dos Arqueólogos Portugueses, e à Academia de Belas-Artes de Lisboa.
Entre 1951 e 1959, exerceu como Membro da Comissão Consultiva Municipal, tendo sido nomeado Vogal da Comissão de Toponímia.
Era casado com Beatriz Carolina de Oliveira e era pai de Maria Adelaide de Matos Sequeira de Oliveira Guimarães, Maria Carolina de Matos Sequeira Duque, José de Matos Sequeira, e Vasco de Matos Sequeira.

### Jornalismo
Também colaborou em várias revistas e jornais, principalmente nos temas de arte e arqueologia, tendo escrito nas revistas "Gazeta dos Caminhos de Ferro",, "O Occidente", (1878-1915), "Illustração Portugueza",,  Terra portuguesa  (1916-1927), "Atlântida", (1915-1920), "Feira da Ladra", (1929-1943), "Domingo Ilustrado", (1925-1927), "O Século Ilustrado", "Panorama", "Colóquio", "Revista Municipal", (1939-1973) publicada pela Câmara Municipal de Lisboa, "Olisipo", "Mocidade Portuguesa Feminina: boletim mensal", (1939-1947), nos "Anais das bibliotecas, arquivo e museus municipais" (1931-1936), no Boletim do Sindicato Nacional dos Jornalistas (1941-1945) e outras revistas e magazines, e, também, nos jornais "O Mundo (jornal)", "A Manhã", "Diário da Tarde", "O Dia", e "Diário Popular", e sido Redactor dos jornais "O Mundo", "A Manhã", "Diário da Tarde", "O Século", onde fazia a crítica teatral, e "Diário Popular". Foi, junto com Norberto Moreira de Araújo e Luís Pastor de Macedo um dos impulsionadores da fundação do Grupo Amigos de Lisboa, instituição na qual exerceu como Vice-Presidente e Presidente, e como Director da sua revista oficial, a Olisipo.
Em 1920 contribuiu com texto da sua autoria na obra In Memoriam: Júlio de Castilho.

### Exposições e outras iniciativas
Colaborou, igualmente, na organização de várias iniciativas, e organizou, ou ajudou a organizar:
- a Exposição Olissiponense no Museu Arqueológico do Carmo, em 1914[1]
- com José Júlio Marques Leitão de Barros e Alberto de Sousa, as reconstituições do Mercado do Século XVII, no Largo de São Domingos,[3] em Outubro de 1925 e 1926[18][19]
- o "stand" d' "O Século", na Feira de Amostras do Estoril, em 1927[1]
- as Festas da Curia, em 1927[18]
- a Exposição das Mulheres Portuguesas, n' "O Século", em 1933[1]
- a Exposição Triunfal do Desporto, nas instalações do Automóvel Club de Portugal, em 1934[1]
- o Cortejo Histórico Colonial do Porto, em 1934[18]
- a Exposição Bíblio-Iconográfica de Lisboa, em 1935[1]
- a Exposição do Terramoto de 1755, no Parque Eduardo VII, em 1935[18]
- a Reconstituição da Lisboa Antiga, na Cerca das Francesinhas, em 1927 e 1935[3][18]
- a Exposição dos Artistas de Coimbra, n' "O Século", em 1937[1]
- a Exposição dos Barristas, no Museu Nacional de Arte Antiga, em 1938[18]
- a Exposição do Mundo Português e, nela, a Casa de Santo António e o Bairro Comercial e Industrial, em 1940[20]
- a Exposição do Centenário da Imprensa, em 1941[18]
- a Exposição dos Retratos do Século XVII, no Palácio da Independência, em 1943[18]
- e, com José Júlio Marques Leitão de Barros e Mimon Jaime Anahory, a Reconstituição duma Feira Antiga no Parque da Palhavã, que foi a 1.ª Feira Popular de Lisboa, em 1943[18]
- por Delegacia da Academia Nacional de Belas-Artes, dirigiu a Missão Estética de Férias em Santarém, em 1943[18]

### Conferências
Conferencista notável, focando sempre assuntos de absoluto interesse, realizou mais de um cento de Conferências, além de muitas Palestras e Ciceronagens, feitas em excursões da antiga Academia de Estudos Livres, da Associação dos Arqueólogos Portugueses, do Grupo dos Amigos de Lisboa, etc. Destacam-se as Conferências:
- O Luxo Proibido, na Associação dos Arqueólogos Portugueses, em 1919[18]
- A Transformação do Rossio, na Associação dos Arqueólogos Portugueses, em 1922[18]
- As Freiras Francesinhas, na Associação dos Arqueólogos Portugueses, em 1922[18]
- A Rua Nova dos Ferros, na Associação dos Arqueólogos Portugueses, em 1923[18]
- As Faianças Portuguesas, na Academia das Ciências de Lisboa, em 1924[18]
- Iconografia de Lisboa, na Associação dos Arqueólogos Portugueses, em 1926[18]
- Conferência no Teatro da República, na Festa de Augusto Rosa, em 1927[18]
- Os Pátios de Comédias, na Academia das Ciências de Lisboa, em 1929[18]
- Vila do Conde, Princesa do Ave, em Vila do Conde, em 1929[18]
- Évora Íntima, na Sociedade de Propaganda de Portugal, em 1932[18]
- Melhoramentos da Capital, no Rotary Club, em 1932[18]
- O Teatro Vicentino, no Teatro Nacional D. Maria II, em 1932[18]
- O fundo lírico galaico da poesia portuguesa, em Vigo, no Teatro Garcia Bourbon, em ...[18]
- Da Lenda ao Realismo, recitada pelo actor Carlos Santos, no Estoril, em 1933[18]
- A Velha Lisboa, no Miradouro de Santa Luzia, em 1934[18]
- O Bairro de São Vicente, em Santa Engrácia, em 1936[18]
- A Evolução da Cidade, na Câmara Municipal de Lisboa, em 1936[18]
- São Crispim na História de Lisboa, na Ermida de São Crispim, em 1937[18]
- A Universalidade de Gil Vicente, na Academia das Ciências de Lisboa, em 1937[18]
- Gil Vicente e Évora, em Évora, no Liceu, em 1937[18]
- O Aqueduto das Águas Livres, no Aqueduto das Águas Livres, em 1937 e 1939[18]
- O Humorismo de Outros Tempos, na Sociedade dos Humoristas, em 1938[18]
- O Carmo e a Trindade, no Largo do Carmo, em 1938[18]
- A Universidade de Lisboa, no antigo Liceu do Carmo, em 1938[18]
- Os Presépios e as Comemorações do Natal, no Automóvel Clube de Portugal e na Emissora Nacional, em 1938[18]
- A Fisionomia de Lisboa, na Câmara Municipal de Lisboa, em 1939[18]
- Lisboa vista do Mar, no Rio Tejo, em 1939[18]
- O Castelo de São Jorge, na Emissora Nacional, em 1939[18]
- Elogio de Castilho, na Câmara Municipal de Lisboa, em 1940[18]
- O Chiado, no Grupo Amigos de Lisboa, em 1940[18]
- O Castelo e a Alcáçova, no Castelo de São Jorge, em 1940[18]
- Fradique Mendes, Símbolo dos Vencidos da Vida, n' "O Século", em 1941[18]
- Como se não fazem aficcionados, na Tertúlia Tauromáquica, em 1941[18]
- Os Conventos de Carnide, em Carnide, em 1941[18]
- A Bacalhoa, no Palácio da Bacalhoa, em 1941[18]
- Os Presépios de Natal, no Asilo de D. Pedro V, em 1942[18]
- O Reino Saloio, em Telheiras, em Mafra e na Rinchoa, em 1942[18]
- Lisboa e os seus poetas, em São Pedro de Alcântara, em 1942[18]
- Porto e Lisboa, no Porto, no Clube dos Fenianos, em 1942[18]
- Olivença, no Grupo Amigos de Olivença, em 1944[18]
- Os Pátios de Comédias e o Teatro de Cordel, n' "O Século", em 1945[18]
- Uma verdade para cada um, no Salão do Teatro Nacional D. Maria II, em 1945[18]
- Elogio Literário de um Poeta, em Évora, no Teatro Garcia de Resende, em 1945[18]

### Obras publicadas
Foi, igualmente, Poeta, Dramaturgo, e Escritor, tendo produzido diversos livros, principalmente sobre a História de Lisboa; várias das suas obras e peças foram adaptadas ao rádio e levadas à cena, principalmente no Teatro Nacional D. Maria II, onde tiveram grande êxito.
Publicou:
- Noudar, folheto, 1909[18]
- Catálogo da Exposição Olissiponense, 1914[18]
- Excursões ao Termo de Lisboa, 1916[18]
- Depois do Terramoto - Subsídios para a História dos Bairros Ocidentais de Lisboa, 4 volumes, 1916, 1918, 1921 ou 1922 e 1934[2][3][18]
- Catálogo da Exposição Ameal, com Alberto de Sousa, 1921[18]
- Tempo Passado, crónicas alfacinhas, 1924[4][18]
- Olivença, com Rocha Júnior, 1924[18]
- Catálogo dos Manuscritos da Colecção Ameal, 1924[18]
- No Leilão Ameal, sátiras em verso, 1924[18]
- Monografia Histórica de Lisboa, com Nogueira de Brito, no Guia de Lisboa, 1924[18]
- Relação de vários casos notáveis, 1925[4][18]
- Guia Turístico de Lisboa, 1926[18]
- Lisboa, Monografia para a Exposição Ibero-Americana de 1929, 1929[18]
- Vila do Conde, a Princesa do Ave, 1930[18]
- A Sé de Lisboa, com Nogueira de Brito, 1930[18]
- Catálogo da Exposição das Mulheres Portuguesas, 1930[18]
- Queluz, 1930[18]
- Os Continuadores de Gil Vicente, na História da Literatura, 1930[18]
- Os Continuadores de Sá de Miranda, na História da Literatura, 1930[18]
- Palácios e Solares Portugueses, 1931[18]
- Teatro de Outros Tempos, 1932 ou 1933[2][3][4][18]
- História do Trajo, 1932[3][18]
- Évora, 1932[18]
- Como se visita Lisboa, 1 volume, 1932[18]
- Figuras Históricas de Portugal, com Bourbon e Meneses, 1933[18]
- Auto de Santo António, 1934[18]
- Mediterrâneo, crónicas de viagem, 1934[4][18]
- Portugal de Algum Dia, com Alfredo Roque Gameiro, 3 fascículos, 1935[18]
- A Abelheira (História de uma Fábrica), 1935[18]
- A Indústria do Vidro em Portugal, 1 folheto, ...[18]
- A Evolução da Cidade, 1 folheto, 1935[18]
- Auto de São João, 1 volume, 1936[18]
- Catálogo da Exposição dos Barristas Portugueses, 1 volume, 1938[18]
- A Universalidade de Gil Vicente, 1 folheto, 1939[18]
- O Carmo e a Trindade, 3 volumes, 1939 a 1941[2][18]
- Aldeias Portuguesas, versos, 1 folheto, 1939[18]
- A Fisionomia de Lisboa, 1 folheto, 1939[18]
- Elogio Histórico do Visconde de Castilho, 1 folheto, 1940[18]
- Afonso Henriques, alegoria dramática em verso, 1 volume, 1940[2][18]
- Fradique Mendes, Símbolo dos Vencidos da Vida, 1 folheto, 1942[18]
- Jerónimo Martins - 150 anos de vida comercial, 1 folheto, 1942[18]
- A Nossa Lisboa, com Luís Pastor de Macedo, 1945[18]
- História do Teatro Nacional D. Maria II, 2 volumes, 1955[2]
- Oito Séculos de História, 1956[3]
- História do Palácio Nacional da Ajuda, 1959[2]
- O Castelo de Vila Viçosa, 1961

Além das revistas em que participou:
- A Espiga, 1912[18]
- Auto Aqui, 1913[18]
- Céu Azul, 1914[18]
- Dominó, 1915[18]
- A Revolta, 1918[18]
- Negócio da China, 1920[18]
- Burro em pé, 1920[18]
- Vem cá, não tenhas medo, 1925[18]
- Fox Trot, 1926[18]
- Port Wine, 1926[18]
- Papo-Seco, 1927[18]
- Sete e Meio, 1927,[18] escrita de colaboração com seu filho Vasco de Matos Sequeira[21]
- Fogo de Vistas, 1933[18]
- Auto da Boca do Inferno, 1933[18]
- Viagem Maravilhosa, fantasia, 1934[18]

Escreveu no género declamado:
- Almas de Mulher, 1 Acto, 1930[18]
- Serão Romântico, 1 Acto, 1931[18]
- O Diabo Azul, 3 Actos, de colaboração com Pereira Coelho, 1932 ou 1933[2][18]
- Auto de Santo António, 1 Acto, representado no Adro da Sé de Lisboa, 1934[18]
- Auto de São João, 3 Actos, representado em Braga, Mafra e Évora, 1936[2][18]
- A Praia e o Campo, 1 Acto, 1937[18]
- Afonso Henriques, alegoria em 3 Quadros, representada no Castelo de São Jorge, 1940[18]

Traduziu e adaptou:
- O Alferes da Flauta, comédia-farsa, no Teatro Politeama, 1915[18]
- Helda, opereta, com André Francisco Brun, representada no Teatro Avenida, 1924[18]
- A Garçonne, de Vítor Margueritte, com Pereira Coelho, representada no Teatro da Trindade, 1927[18]
- A Toga Vermelha (La Rôbe Roge), com Pereira Coelho, representada no Teatro da Trindade, 1927[18]
- O Senhor que se Segue, com Pereira Coelho, representada no Teatro da Trindade, 1927[18]
- Terra de Ninguém (Terre Inhumaine), de Curel, com Pereira Coelho, representada no Teatro Ginásio, 1930[18]
- Revoltados, comédia,[21] com Pereira Coelho e com a colaboração de seu filho Vasco de Matos Sequeira,[21] representada no Teatro Ginásio, 1930[18]
- Além-Mar, de Pagnol, do Teatro Nacional D. Maria II, 1930[18]
- A Estrela da Avenida, vaudeville, com Pereira Coelho, representada no Teatro Avenida, 1933[18]
- O Alcaide de Zalameia, representado no Teatro Nacional D. Maria II, 1945[18]

Procedeu ao arranjo de peças antigas:
- Assembleia ou Partida, de Pedro António Correia Garção, 1925[18]
- Guerras do Alecrim e da Manjerona, de António José da Silva, o Judeu, 1925[18]
- O Fidalgo Aprendiz, de D. Francisco Manuel de Melo, 1932[18]
- Figuras Vicentinas, de Gil Vicente, que foram representadas no Teatro Nacional D. Maria II, 1946[18]

Para o Teatro Radiofónico da Emissora Nacional, além das composições originais:
- Asas do Tempo[21]
- Madame Tomásia vidente[21]
- No Tempo em que os Animais Falavam[21]
- Chá das Cinco[21]
- Os Pobres do Natal[21]
- Bastidores[21]
- Diálogos da Noite[21]

fez arranjos nas peças:
- Auto da Fé[21]
- O Velho da Horta[21]
- Comédia do Viúvo[21]
- Quem Tem Farelos?, farsa[21]

de Gil Vicente
- Auto da Ciosa[21]
- Auto do Procurador[21]
- Auto do Mouro Encantado[21]

de António Prestes
- Relógios Falantes[21]
- Quando o Dinheiro Fala[21]

de D. Francisco Manuel de Melo
- Visita das Fontes[21]
- Auto das Regateiras[21]

de António Ribeiro Chiado
- Auto da Bela Menina[21]

de Sebastião Pires
- Auto das Capelas[21]

de anónimo
- Guerras do Alecrim e da Manjerona[21]

de António José da Silva, o Judeu
- D. Afonso VI[21]

de D. João Maria Gonçalves Zarco da Câmara
- O Suave Milagre[21]

de Bernardo Pinheiro Correia de Melo, 1.º Conde de Arnoso
- Ulíssipo[21]

de Jorge Ferreira de Vasconcelos
Concluiu as peças:
- Lisboa, 5 Actos, adaptação à cena moderna da Ulíssipo, de Jorge Ferreira de Vasconcelos[21]
- Terra Nostra (Vida e Morte de Viriato), alegoria nos moldes clássicos, em verso, em 4 Actos[21]

e publicou:
- Inventário Artístico dos Distritos de Santarém e de Leiria, por Delegação da Academia Nacional de Belas-Artes, 1939 a 1942[21]
- Trancoso, monografia, 1940[21]
- O Teatro Nacional D. Maria II (1846-1946), 2.º volume[21]

Trabalhou, por encargo da Câmara Municipal de Lisboa, na obra:
- Lisboa - Oito séculos de História, para as Comemorações Centenárias de 1947[21]

e, de colaboração com Luís Pastor de Macedo:
- Na Volta do Correio, estudos de olissipografia[21]

Foi colaborador da Grande Enciclopédia Portuguesa e Brasileira.

### Prémios e homenagens
Foi condecorado com a Medalha de Ouro de Mérito Municipal e, por duas vezes, o Prémio Júlio Castilho. Em 1963, o seu nome foi colocado numa Rua da Freguesia de São Mamede, em Lisboa.
Foi feito Comendador da Ordem Militar de Sant'Iago da Espada a 19 de Abril de 1939 e Comendador da Ordem Militar de Cristo a 4 de Março de 1941.

### Morte
Faleceu em 21 de Agosto de 1962, com 81 anos de idade; o seu funeral realizou-se na Igreja de São Mamede, tendo o corpo sido colocado no jazigo de família, no Cemitério dos Prazeres.